# Journal of Applied Ecology
Journal of Applied Ecology (J Appl Ecol) ist eine begutachtete, internationale Fachzeitschrift für angewandte Ökologie.
Sie wird von der British Ecological Society herausgegeben. Diese Zeitschrift befasst sich vorrangig mit Forschungsergebnissen aus dem Bereich der Landschaftsökologie. Der Impact Factor beträgt 6,5. Damit nahm die Zeitschrift Platz 19 unter 449 Fachzeitschriften der Ökologie ein.